# Horderley Hall
Horderley Hall var en civil parish från 1858 till 1884 då den blev en del av Edgton, i grevskapet Shropshire, i England. Parish var belägen 5 km från Craven Arms och hade 5 invånare år 1851.